# Greenford
Greenford es un barrio del municipio londinense de Ealing. Se encuentra a unos 18 km (11 mi) al oeste de Charing Cross, Londres, Reino Unido. Según el censo de 2011 contaba con una población de 46 787 habitantes.